# Serie A1 2008-2009 (pallamano maschile)
La Serie A1 è stata la seconda divisione del campionato italiano di pallamano maschile per la stagione sportiva 2008-2009.
Il campionato fu vinto dalla Pallamano Trieste che però rinunciò alla promozione per motivi finanziari. 
La seconda classificata, la Dorica Ancona, acquisì il titolo della Pallamano Trieste e venne promossa in Serie A Élite.

## Formula

### Fase regolare
È stato disputato un girone composto da 12 squadre con partite di andata e ritorno.

### Playoff promozione
Le prime quattro al termine della stagione regolare disputarono le semifinali playoff per la promozione in serie A Elite nella stagione successiva.

### Retrocessioni
La squadra classificata al 12º posto al termine della stagione fu retrocessa in serie A2 nella stagione successiva.

## Squadre partecipanti
- Bozen
- Rapid Nonantola
- Mezzocorona
- Pressano
- Noci
- Cologne

- Capua
- Trieste
- Romagna
- Castenaso
- Meran
- Dorica Ancona

## Classifica
|  | Pos. | Squadra         | Pt | G  | V  | N | S  | GF  | GS  | D    |
|  | ---- | --------------- | -- | -- | -- | - | -- | --- | --- | ---- |
|  | 1.   | Trieste         | 51 | 20 | 17 | 0 | 3  | 629 | 498 | +131 |
|  | 2.   | Bozen           | 46 | 20 | 15 | 1 | 4  | 629 | 533 | +96  |
|  | 3.   | Dorica Ancona   | 44 | 20 | 14 | 2 | 4  | 634 | 580 | +54  |
|  | 4.   | Noci            | 36 | 20 | 11 | 3 | 6  | 569 | 561 | +8   |
|  | 5.   | Meran           | 33 | 20 | 11 | 0 | 9  | 604 | 608 | -4   |
|  | 6.   | Pressano        | 31 | 20 | 10 | 1 | 9  | 576 | 584 | -8   |
|  | 7.   | Mezzocorona     | 25 | 20 | 8  | 1 | 11 | 580 | 603 | -23  |
|  | 8.   | Castenaso       | 16 | 20 | 5  | 1 | 14 | 517 | 587 | -70  |
|  | 9.   | Rapid Nonantola | 15 | 20 | 4  | 3 | 13 | 542 | 595 | -53  |
|  | 10.  | Romagna         | 14 | 20 | 4  | 2 | 14 | 559 | 591 | -32  |
|  | 11.  | Cologne         | 11 | 20 | 3  | 2 | 15 | 544 | 643 | -99  |
|  | 12.  | Capua           | 0  | 0  | 0  | 0 | 0  | 0   | 0   | 0    |

Legenda:

      Playoff promozione
      Playout
      Retrocessa in Serie A2 2010-2011

## Playout
| Squadra 1       | Squadra 2 | Gara 1    | Gara 2  | Totale |
| --------------- | --------- | --------- | ------- | ------ |
| Rapid Nonantola | Romagna   | Nonantola | Imola   | 0 - 2  |
| Rapid Nonantola | Romagna   | 27 - 29   | 28 - 29 | 0 - 2  |

| Squadra 1 | Squadra 2 | Gara 1    | Gara 2  | Gara 3    | Totale |
| --------- | --------- | --------- | ------- | --------- | ------ |
| Castenaso | Cologne   | Castenaso | Cologne | Castenaso | 2 - 1  |
| Castenaso | Cologne   | 29 - 28   | 25 - 29 | 33 - 27   | 2 - 1  |

## Playoff Promozione

### Semifinali
| Squadra 1 | Squadra 2 | Gara 1  | Gara 2  | Totale  |
| --------- | --------- | ------- | ------- | ------- |
| Trieste   | Noci      | Noci    | Trieste | 52 - 43 |
| Trieste   | Noci      | 24 - 23 | 28 - 20 | 52 - 43 |

| Squadra 1 | Squadra 2     | Gara 1  | Gara 2  | Totale  |
| --------- | ------------- | ------- | ------- | ------- |
| Bozen     | Dorica Ancona | Ancona  | Bolzano | 60 - 62 |
| Bozen     | Dorica Ancona | 31 - 39 | 29 - 23 | 60 - 62 |

### Finale
| Squadra 1 | Squadra 2     | Gara 1  | Gara 2  | Gara 3  | Totale |
| --------- | ------------- | ------- | ------- | ------- | ------ |
| Trieste   | Dorica Ancona | Trieste | Ancona  | Trieste | 2 - 1  |
| Trieste   | Dorica Ancona | 29- 23  | 33 - 34 | 31- 30  | 2 - 1  |

## Verdetti
- :  Dorica Ancona promossa in Serie A Élite 2009-2010,  Trieste rinuncia all'Élite per motivi finanziari.
- Capua,  Rapid Nonantola,  Cologne: retrocesse in Serie A2 2009-2010.